# Engjateigur
Der Engjateigur (Plural Engjateigar) war ein Flächenmaß auf Island.
- 1 Engjateigur = 1600 Ferfaðmar = 56,74 Ar
- 900 Ferfaðmar = 1 Túndagslátta = 31,914 Ar